# 山崎廣明
山崎 廣明（やまざき ひろあき、1959年6月6日 - ）は、神奈川県横浜市出身のミュージシャン、俳優。

## 来歴
アマチュア時代はバンド「ダックテイルズ」のリーダーとしてシャネルズ（後のラッツ&スター）とはライバル関係にあったが、ダックテイルズの解散後に鈴木雅之の説得により、それまでベースギターしか演奏経験がなかったにもかかわらずキーボード（ピアノ）担当としてシャネルズに加入し、猛練習の末演奏技術を身に付ける。
1984年2月にラッツ&スターを脱退した後は横山剣らと新たに第2期ダック・テールズを結成。1988年10月のダック・テールズ解散後は1991年からザ・クールスのベースのサポートメンバーをしていたが、1993年7月から正式にメンバーとなる。1997年2月にはクールスを脱退し、1999年にはスワンキー・バッピン・ザ・ダイナミックスを結成した。その後も「ラガ・スウィング」という新しいジャンルでアルバムをリリースするなど精力的に音楽活動を続ける傍ら、役者として舞台や映画に出演したり、オリジナルファッションブランド「SALUD」を立ち上げたりするなど、幅広い活動を行っている。
2010年12月9日、元ラッツ＆スターのピアノ山崎廣明と現ラッツ＆スター ギタリスト出雲亮一が女性DooWopグループ「オシャレルズ」を結成。女性三人でDooWopをという難問を、多彩なコーラスワークと約40年のキャリアを基にしたポップセンスでクリアせんとしている、日本で唯一の女性DooWopグループ。2017年6月にはスペインLIVEが大好評。2018年も6月にスペイン、11月にはイギリスにも招かれた。2020年もスペインLIVEが決定した。
また別にムード歌謡コーラスグループ「浅草ファイブ」を結成。2018年1月19日より「浅草ロマンス」と改名。なお、メンバーは変わらず、メインボーカル堺学・スチールギター出雲亮一・コーラスアレンジ守田和正・コーラスドラム田中浩史。リーダー山崎廣明の5名で活動中。